# Agis I.
Agis I. (altgriechisch Ἆγις Ágis) galt in der Griechischen Mythologie als eponymer Ahnherr und zweiter König des spartanischen Königshauses der Agiaden. Sein Vater war Eurysthenes, sein Sohn Echestratos. Er wird auch als der Vater des legendären spartanischen Gesetzgebers Lykurg genannt.
Obwohl sein Vater der eigentliche Ahnherr der Dynastie war, wurde sie nach Agis benannt. Strabon erklärt das damit, dass Eurysthenes als fremder Eindringling galt und erst Agis als geborener Spartiate akzeptiert wurde. Er soll der Legende nach Initiator des spartanischen Gesellschaftssystems samt der Unterwerfung der Heloten (Helotie) und der Periöken (Perioikie) sein, was jedoch als Fiktion anzusehen ist.
Während seiner Herrschaft soll Patreus zusammen mit lakedaimonischen Siedlern Patras gegründet haben und Gras, der Sohn des Echelaos, soll die Kolonie Äolien besiedelt haben.
Nach Hieronymus regierte er nur ein Jahr. Der Excerpta Latina Barbari schreibt ihm zwei Regierungsjahre zu.